# Cuphea
Cuphea es un género de plantas con flores con 260 especies; son plantas caducas y perennes nativas de regiones calurosas o tropicales de América.

## Descripción
Son plantas anuales o perennes de vida corta, herbáceas o leñosas; tallos glabros o más frecuentemente con una mezcla de tricomas víscido-glandulares y no glandulares. Hojas sésiles o pecioladas, membranáceas a coriáceas, ovadas, lanceoladas, elípticas o lineares, frecuentemente escabrosas, disminuyendo en tamaño gradual o abruptamente, transformándose en las brácteas de la inflorescencia indeterminada. Flores 1–3 por nudo, 1 siempre interaxilar, las otras alternas u opuestas en racimos foliosos, éstos terminales o axilares, bracteados; tubo floral zigomorfo, 6-mero, 12-acostillado, frecuentemente coloreado, 4–20 (–35) mm de largo, basalmente redondeado, giboso u obviamente espolonado; pétalos 2 o 6, caducos; estambres 11 (5–9 en C. elliptica); ovario incompletamente 2-locular, con apariencia 1-locular, generalmente con una glándula nectarífera subyacente. Fruto una cápsula de paredes delgadas, envuelta por el tubo floral ensanchado y persistente, la cápsula y el tubo floral abriéndose dorsalmente y la placenta emergiendo eventualmente; semillas 3–50 (–100 en C. mimuloides), comprimidas bilateralmente.
C. ignea y C. micropetala son plantas favoritas de los colibrís.
Algunas especies de Cuphea se utilizan para la producción del aceite de cuphea, de interés como fuente de producción de triglicéridos de cadena media.  La producción comercial se ha canalizado sobre un híbrido derivado de  C. lanceolata y C. viscosissima.  
El botánico  Shirley A. Graham, del Missouri Botanical Garden, ha estudiado extensamente este género, publicando sus resultados en dos volúmenes de la serie Systematic Botany Monographs.

## Taxonomía
El género fue descrito por Patrick Browne y publicado en The Civil and Natural History of Jamaica in Three Parts 216–217. 1756.

## Especies seleccionadas
- Cuphea antisyphilitica Kunth - chiagari[3]
- Cuphea carthagenensis
- Cuphea ciliata Ruiz & Pav. - yerba de la culebra[3]
- Cuphea cyanea
- Cuphea epilobiifolia
- Cuphea fruticosa
- Cuphea hookeriana
- Cuphea hyssopifolia
- Cuphea ignea
- Cuphea jorullensis
- Cuphea koehneana
- Cuphea laminuligera
- Cuphea lanceolata W.T.Aiton - atlanchán, atlanchana.[3]
- Cuphea llavea
- Cuphea lutea
- Cuphea micropetala
- Cuphea painteri
- Cuphea procumbens
- Cuphea stigulosa
- Cuphea viscosissima
- Cuphea wrightii
- Cuphea racemosa